# Potentilla squamosa
Potentilla squamosa är en rosväxtart som beskrevs av Soják. Potentilla squamosa ingår i Fingerörtssläktet som ingår i familjen rosväxter. Inga underarter finns listade i Catalogue of Life.